# Rancho Banquete
Rancho Banquete és una concentració de població designada pel cens dels Estats Units a l'estat de Texas. Segons el cens del 2000 tenia 469 habitants.

## Demografia
Segons el cens del 2000, Rancho Banquete tenia 469 habitants, 118 habitatges, i 111 famílies. La densitat de població era de 63,5 habitants/km².
Dels 118 habitatges en un 53,4% hi vivien nens de menys de 18 anys, en un 76,3% hi vivien parelles casades, en un 10,2% dones solteres, i en un 5,9% no eren unitats familiars. En el 5,9% dels habitatges hi vivien persones soles el 2,5% de les quals corresponia a persones de 65 anys o més que vivien soles. El nombre mitjà de persones vivint en cada habitatge era de 3,97 i el nombre mitjà de persones que vivien en cada família era de 4,07.
Per edats la població es repartia de la següent manera: un 38% tenia menys de 18 anys, un 12,4% entre 18 i 24, un 27,9% entre 25 i 44, un 17,1% de 45 a 60 i un 4,7% 65 anys o més.
L'edat mediana era de 25 anys. Per cada 100 dones de 18 o més anys hi havia 92,7 homes.
La renda mediana per habitatge era de 22.679 $ i la renda mediana per família de 22.679 $. Els homes tenien una renda mediana de 20.625 $ mentre que les dones 14.091 $. La renda per capita de la població era de 7.739 $. Aproximadament el 29,1% de les famílies i el 31,7% de la població estaven per davall del llindar de pobresa.

## Poblacions més properes
El següent diagrama mostra les poblacions més properes.